# Понти, Майкл
Майкл Понти (англ. Michael Ponti; 29 октября 1937, Фрайбург — 17 октября 2022) — американский пианист германского происхождения.

## Биография
Учился в США у Джилмура Макдоналда, затем в 1955—1961 гг. во Франкфурте у Эрика Флинша. В 1964 г. стал лауреатом Конкурса пианистов имени Бузони, благодаря чему получил возможность начать международную карьеру.
Понти был известен как пропагандист редко исполняемого и записываемого романтического репертуара — в частности, произведений Игнаца Мошелеса, Сигизмунда Тальберга, Шарля Валантена Алькана, Адольфа Гензельта, Морица Мошковского, Ганса Бронзарта фон Шеллендорфа. Многие его записи становились премьерными. Он также записал все фортепианные сочинения Чайковского, Рахманинова и Скрябина.